# Escrebieu
L'Escrebieu est un ancien pays traditionnel du département du Pas-de-Calais faisant partie de l'Artois. Elle est principalement composée d'une vaste plaine de basse attitude, aujourd'hui occupée pour l'essentiel par les agglomérations de Lens, Béthune et Hénin-Beaumont et les espaces ruraux intercalaires. Elle est limitée au sud par la colline de Lorette, la côte de Vimy qui marquent le début des collines de l'Artois puis par la Scarpe à partir d'Athies, par la Clarence à l'ouest, la Lys au Nord puis par la Deûle à l'est.

## Toponymie
L'origine de son nom a été traduit, Scirbiu, Squerbiu, formes primitives du nom associées ordinairement au pagus Scarbeius, par le pays aux roseaux, vu qu'il y a une espèce de roseau qui s'appelle Scirpus.

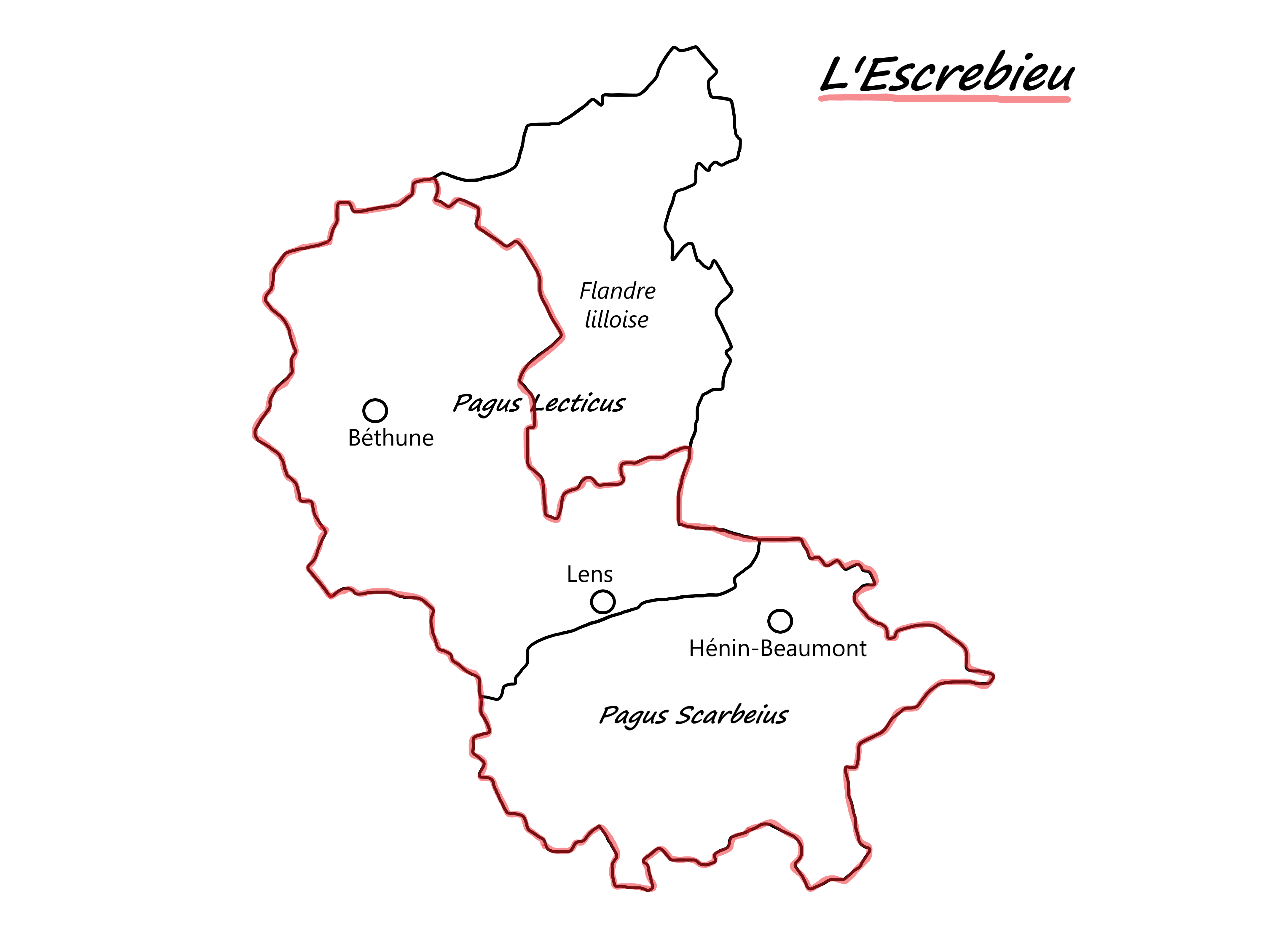
Carte de l'Escrebieu et de ses pagi

## Histoire
L'Escrebieu est cité à partir du XIe siècle. Son territoire correspond à une partie du pagus Scarbeius et au pagus Leticus.
Aujourd'hui comprise dans les arrondissements de Béthune, d'Arras, de Lens et de Douai, l'Escrebieu est limité par l'Artois propre au sud, l'Ostrevent au sud-est, le Caribant à l'est, le Mélantois au nord-est, l'Audomarois à l'ouest et le Ternois au sud-ouest.